# 南渡镇 (溧阳市)
南渡镇，是中华人民共和国江苏省常州市溧阳市下辖的一个乡镇级行政单位。2020年7月，将南渡镇的淦西、钱家圩2个村委会划归昆仑街道管理。

## 行政区划
南渡镇下辖以下地区：
联盟社区、强埠社区、平城村、新河村、大圩村、西圩村、庆丰村、永丰村、堑口村、强埠村、梅庄村、福新村、旧县村、东湖村、黄山村、胜笪村、腾村、淦西村、石街村和钱家圩村。